# Маримонтская соната (фильм)
«Маримонтская соната» (польск.: Sonata marymoncka) — фильм ПНР 1987 года режиссёра Ежи Ридана.

## Сюжет
Экранизация одноимённой автобиографичной повести Марека Хласко, дополненная фактами биографии писателя, рассказывающей о судьбе Рыська Левандовского, довоенного хулигана, который после войны начинает работать на автобазе, где совершается его идеологический поворот к коммунизму.

Создатели фильма мало что сделали, чтобы понравиться зрителям. Я ценю их за эту честность. Это фильм настроения, который чудесным образом отражает атмосферу книги. Я думаю, что ныне живущие молодые люди найдут в этом фильме и свою судьбу, и порой трагическое бессилие. И это самая большая ценность экранной «Сонаты».— из письма авторам фильма матери писателя Марии Хласко, роль которой в фильме исполнила Антонина Гордон-Гурецкая
Фильм состоит из трех частей — довоенной, военной и послевоенной. Каждая из них соответствует определённому этапу жизни главного героя.
Режиссёр сначала показывает нищее детство Рысека Левандовского в варшавском предместье.
С началом Второй мировой войны Рысик остаётся один, крёстный устраивает его на работу рассыльным в ресторан под Варшавой, владелец которого сотрудничал с нацистами, здесь герой проводит оккупационную юность, проходя крутую школу.
И, наконец, этап зрелости, — после войны Рысик начинает работать шофёром автобуса на автобазе, пробует обворовывать пассажиров, но всё-таки выходит на правильный путь.

## В ролях
- Олаф Любашенко — Рысек Левандовский
- Хенрик Биста — Рустецкий
- Бронислав Павлик — Билиньский
- Ежи Крышак — Ендрас

- Витольд Пыркош — Сенчак, совладелец «Аркадии»
- Здзислав Козень — Ожеховский, совладелец «Аркадии»
- Людвик Бенуа — швейцар в «Аркадии»
- Зофия Мерле — барменша Масловская

- Роман Клосовский — Стефан Кибала
- Ежи Рогальский — член бригады Кибалы
- Збигнев Бучковский — знакомый Кибалы

- Марек Левандовский — шофёр Каминьский
- Антонина Гордон-Гурецкая — мать Каминьского
- Леон Немчик — шофёр Борковский
- Юзеф Нальберчак — шофёр Анджейчак
- Ян Махульский — Хербингер, директор базы
- Рышард Котыс — исполняющий обязанности директора базы
- Ярослав Груда — водитель директора Хербингера
- Рышард Мруз — Малецкий, деятель Объединения международных перевозчиков

- Пётр Янковский — Рысек Левандовский в детстве
- Алиция Яхевич — мать Рысека
- Эдвард Линде-Любашенко — отец Рысека
- Владислав Комар — крёстный отец Рысека

- Эльжбета Панас — девушка Рысека
- Эмиль Каревич — ротмистр
- Мирослава Мархелюк — Зелиньская
- Витольд Дедерко — старик
- Зофия Червиньская — женщина в трамвае
- Здзислав Рыхтер — альфонс Ядзьки
- Ежи Роговский — Фацяк